# 2021年のロシア
2021年のロシア （2021ねんのロシア）では、2021年のロシアに関する出来事について記述する。

## 国家元首等
- 大統領
  - 第4代: ウラジーミル・プーチン （2012年5月7日 - ）
- 首相
  - 第11代: ミハイル・ミシュスティン （2020年1月16日 - ）

## できごと

### 5月
- 5月11日 - 第175ギムナジウム銃乱射事件。

### 6月
- 6月16日 - スイスのジュネーヴで米露首脳会談。

### 7月
- 7月6日 - ペトロパブロフスク・カムチャツキー航空251便墜落事故。

### 9月
- 9月19日 - 2021年ロシア下院選挙。